# 稚内市大沼球場
稚内市大沼球場（わっかないしおおぬまきゅうじょう）は、北海道稚内市にある野球場。

## 概要
稚内市東側の丘陵地に位置する。声問地区の南側、宗谷ふれあい公園から続く公園エリアに、大沼球場と大沼第二球場が立地している。2020年現在は、株式会社稚内振興公社が指定管理者となっている（契約期間は2024年3月末まで）。

## プロ野球開催実績
ファーム
- 2009年8月8日 イ・北海道日本ハムファイターズ 3-2読売ジャイアンツ（観衆3,817人）[2]
- 2015年8月15日 イ・北海道日本ハムファイターズ 5-1 横浜DeNAベイスターズ（観衆3,549人 稚内軟式野球連盟創立70周年記念事業）[3][4]
- 2020年8月11日 イ・北海道日本ハムファイターズ - 読売ジャイアンツ[5]（中止）

## 施設概要
- 両翼：95 m 中堅120 m
- 内野：クレー舗装 外野：天然芝
- 収容人員：7,000人（内野固定席:2,000人、外野芝生席:5,000人）
- 照明：なし
- スコアボード：磁気反転式
- 無料駐車場：第1駐車場：乗用車235台・バス9台

## アクセス
- JR稚内駅下車。宗谷バス天北線声問下車、徒歩10分